# Український національний офіс інтелектуальної власності та інновацій
Український національний офіс інтелектуальної власності та інновацій (УКРНОІВІ, також відомий як ІР офіс) — державна організація, визначена Кабінетом Міністрів України як така, що виконує функції Національного органу інтелектуальної власності, входить до державної системи правової охорони інтелектуальної власності та належить до сфери управління Міністерства економіки України.
Мета діяльності УКРНОІВІ — здійснення повноважень у сфері інтелектуальної власності, визначених законами України у цій сфері, актами Міністерства економіки України та Статутом УКРНОІВІ, а також забезпечення стабільного та ефективного функціонування і розвитку державної системи правової охорони інтелектуальної власності та інновацій.
Ключові стратегічні напрями діяльності УКРНОІВІ, його цілі та завдання до 2028 року передбачені Стратегічним планом розвитку Державної організації «Український національний офіс інтелектуальної власності та інновацій» на 2024‒2028 роки.

## Історія

### Створення УКРНОІВІ
Державну організацію «Український національний офіс інтелектуальної власності та інновацій» зареєстровано 24 серпня 2022 року відповідно до наказу Міністерства економіки України від 22 серпня 2022 року № 2673.
Створення УКРНОІВІ відповідає змісту інституційної реформи в сфері інтелектуальної власності згідно з положеннями Закону України «Про внесення змін до деяких законів України щодо створення національного органу інтелектуальної власності» від 16 червня 2020 року № 703-IX.
УКРНОІВІ, який є функціональним правонаступником ДП «Український інститут інтелектуальної власності» («Укрпатент»), здійснює повноваження Національного органу інтелектуальної власності з 8 листопада 2022 року на підставі розпорядження Кабінету Міністрів України «Деякі питання Національного органу інтелектуальної власності» від 28 жовтня 2022 року № 943-р.

### Розвиток державної системи правової охорони інтелектуальної власності в Україні
Після проголошення незалежності України почався процес розбудови державної системи правової охорони інтелектуальної власності України. Так, у 1992 році було створено Державне патентне відомство України та Науково-дослідний центр патентної експертизи, а в 1998 році на базі НДЦ патентної експертизи створено Державне підприємство «Інститут промислової власності».
7 червня 2000 року було створено Державне підприємство «Український інститут промислової власності» («Укрпатент»), яке входило до сфери управління Державного департаменту інтелектуальної власності Міністерства освіти і науки України. У 2011 році замість Державного департаменту інтелектуальної власності була створена Державна служба інтелектуальної власності України, до сфери управління якої передано «Укрпатент», а в 2013 році ДСІВ була перепідпорядкована Міністерству економічного розвитку і торгівлі України.
У 2017 році в межах процесу реформування державної системи правової охорони інтелектуальної власності в Україні Державна служба інтелектуальної власності України припинила виконувати функції з реалізації державної політики у сфері інтелектуальної власності. Зазначені функції було тимчасово передано до Міністерства економічного розвитку і торгівлі України.
Протягом 2018‒2019 років у складі державної системи правової охорони інтелектуальної власності років функціонував «Національний офіс інтелектуальної власності», який  відповідав за реалізацію меморандумів про співробітництво між Мінекономіки України та Всесвітньою організацією інтелектуальної власності (ВОІВ, WIPO).
Законом України від 16 червня 2020 року № 703-IX було закладено поняття Національного органу інтелектуальної власності (НОІВ) та визначено його функції. До створення НОІВ як державної організації згідно Закону, його функції тимчасово покладалися на «Укрпатент».
8 листопада 2022 року УКРНОІВІ розпочав виконувати функції Національного органу інтелектуальної власності, а виконання цих функцій «Укрпатентом» було припинено.

## Правові засади діяльності
- Закон України «Про внесення змін до деяких законів України щодо створення національного органу інтелектуальної власності» від 16 червня 2020 року № 703-IX (зі змінами)
- Закон України «Про авторське право і суміжні права» від 1 грудня 2022 року № 2811-IX (зі змінами)
- Закон України «Про охорону прав на винаходи і корисні моделі» від 15 грудня 1993 року № 3687-XII (зі змінами)
- Закон України «Про охорону прав на промислові зразки» від 15 грудня 1993 року № 3688-XII (зі змінами)
- Закон України «Про охорону прав на знаки для товарів і послуг» від 15 грудня 1993 року № 3689-XII (зі змінами)
- Закон України «Про правову охорону географічних зазначень» від 16 червня 1999 року № 752-ХІV (зі змінами)
- Закон України «Про охорону прав на компонування напівпровідникових виробів» від 5 листопада 1997 року № 621/97-ВР (зі змінами)
- Статут Державної організації «Український національний офіс інтелектуальної власності та інновацій» (нова редакція), затвердежний наказом Міністерства економіки України від 9 серпня 2023 року № 10649
- Розпорядження Кабінету Міністрів України «Деякі питання Національного органу інтелектуальної власності» від 28 жовтня 2022 року № 943-р

## Повноваження
Предметом діяльності УКРНОІВІ є виконання делегованих владних повноважень:
- приймання заявок, проведення їх експертизи, прийняття рішень щодо них;
- здійснення державної реєстрації об'єктів права промислової власності (винаходів, корисних моделей, промислових зразків, торговельних марок, географічних зазначень, компонувань напівпровідникових виробів) та видача охоронних документів (патентів, свідоцтв);
- приймання і розгляд заявок на державну реєстрацію прав автора на твори науки, літератури і мистецтва, а також на реєстрацію договорів, що стосуються прав авторів на твори, здійснення їх реєстрації;
- видача свідоцтв про реєстрацію авторського права на твір;
- визнання прав на об'єкти інтелектуальної власності недійсними повністю або частково у порядку, передбаченому законом;
- опублікування офіційних відомостей про об'єкти інтелектуальної власності та про подані заявки на торговельні марки;
- ведення державних реєстрів у сфері інтелектуальної власності та бази даних заявок на торговельні марки, унесення до них відомостей, надання витягів та виписок в електронній та (або) паперовій формі;
- здійснення міжнародного співробітництва у сфері правової охорони інтелектуальної власності і представлення інтересів України із зазначених питань у Всесвітній організації інтелектуальної власності (WIPO) та інших міжнародних організаціях відповідно до законодавства;
- здійснення підготовки, атестації та реєстрації представників у справах інтелектуальної власності (патентних повірених);
- ведення Державного реєстру представників у справах інтелектуальної власності (патентних повірених);
- інформування та надання роз'яснень щодо реалізації державної політики у сфері інтелектуальної власності.

УКРНОІВІ також здійснює:
- функції «Міжнародного пошукового органу» та «Органу міжнародної попередньої експертизи»[7], а також функції «відомства, що отримує» відповідно до Договору про патентну кооперацію;
- функції «Національного відомства», передбачені Мадридською угодою про міжнародну реєстрацію знаків та Протоколом до Мадридської угоди про міжнародну реєстрацію знаків;
- функції «Національного відомства» та «Відомства», передбачені Гаазьким і Женевським актами до Гаазької угоди про міжнародну реєстрацію промислових зразків;
- інформаційну та видавничу діяльність у сфері правової охорони інтелектуальної власності;
- узагальнення національної та міжнародної практики застосування законодавства у сфері інтелектуальної власності, розроблення пропозицій щодо удосконалення законодавства у зазначеній сфері та подання таких пропозицій до Міністерства економіки України;
- затвердження методичних рекомендацій щодо проведення експертизи заявок та державної реєстрації об'єктів права інтелектуальної власності;
- організацію та виконання робіт з підготовки, перепідготовки та підвищення кваліфікації кадрів державної системи правової охорони інтелектуальної власності.

УКРНОІВІ виконує й інші функції та повноваження, зокрема:
- участь у прогнозуванні розвитку національної сфери інтелектуальної власності та формуванні її пріоритетних напрямів розвитку;
- розроблення пропозицій щодо удосконалення законодавства у сфері інноваційної діяльності в реальному секторі економіки та здійснення заходів щодо реалізації державної інноваційної політики;
- надання інформаційної, консультаційної, методологічної та методичної підтримки з питань правової охорони інтелектуальної власності, захисту прав інтелектуальної власності та комерціалізації результатів інтелектуальної, творчої діяльності;
- здійснення професійної, наукової, освітньої та просвітницької діяльності;
- сприяння розвитку креативних індустрій;
- розгляд звернень та ухвалення висновків про наявність чи відсутність підстав для включення вебсайту до національного переліку вебресурсів, які викликають занепокоєння щодо дотримання прав інтелектуальної власності в межах ініціативи WIPO ALERT.

## Керівництво
Олена Орлюк, Директорка
Богдан Падучак, перший заступник Директора
Владислав Білоцький, заступник Директора
Ігор Паренчук, заступник Директора
Любов Майданик, заступниця Директора
Микола Потоцький, заступник Директора

## Колегіальні органи і структурні підрозділи
Наглядова рада є наглядовим органом УКРНОІВІ, до повноважень якого належить здійснення нагляду за фінансово-господарською діяльністю УКРНОІВІ, виконанням кошторису, використанням коштів, що формуються з надходжень від справляння зборів за дії, пов'язані з охороною прав на об'єкти інтелектуальної власності.
Апеляційна палата — колегіальний орган для розгляду заперечень проти рішень УКРНОІВІ щодо набуття прав на об'єкти інтелектуальної власності, заяв про визнання прав на об'єкти інтелектуальної власності недійсними повністю або частково, заяв про визнання торговельної марки добре відомою в Україні та з розгляду інших питань, що належать до його компетенції відповідно до законодавства.
Атестаційна комісія — колегіальний орган УКРНОІВІ, основною метою діяльності якого є проведення атестації осіб, які висловили намір набути право на зайняття діяльністю представника у справах інтелектуальної власності (патентного повіреного).
Апеляційна комісія — колегіальний орган УКРНОІВІ, основною метою діяльності якого є розгляд скарг кандидатів у представники у справах інтелектуальної власності (патентні повірені) на рішення Атестаційної комісії та розгляд скарг на дії представників у справах інтелектуальної власності (патентних повірених).
Комісія з надання дозволу на використання в торговельній марці офіційної назви та міжнародного літерного коду держави Україна та/або на включення до зображення торговельної марки імітації малого Державного Герба України (Комісія «Україна») — колегіальний орган, до повноважень якого належить розгляд клопотань заявників про надання дозволу на використання в торговельній марці офіційної назви та/або міжнародного літерного коду держави Україна та/або на включення до зображення торговельної марки імітації малого Державного Герба України.
У складі УКРНОІВІ також функціонують:
- National IP&Innovations Hub (Національний хаб інтелектуальної власності та інновацій)[12];
- IP Academy (Національний навчальний центр з інтелектуальної власності), яка є партнером WIPO Academy[13];
- Центр підтримки технологій та інновацій (TISC) — міжнародний проєкт WIPO задля підтримки винахідництва, інновацій та стартапів[14];
- Центр медіації та посередництв, започаткований в Україні у співробітництві з WIPO[15];
- Центр спостереження з питань порушень прав інтелектуальної власності[16];
- Центр розвитку права інтелектуальної власності[17];
- Музей правової охорони інтелектуальної власності.

## Центр медіації та посередництва IP офісу
Центр медіації та посередництва IP офісу -  центр, який сприяє пошуку альтернативних шляхів вирішення спорів, включно з медіацією. Він забезпечує організацію та технічну підтримку процесу медіації, допомагаючи сторонам налагодити відносини через переговори. Наявний реєстр медіаторів  IP офісу, де можна обрати фахівця у сфері ІР медіації .
Також наявний Кодекс професійної етики, який встановлює стандарти надання послуг медіації у сфері інтелектуальної власності . 
Медіатори Центру IP офісу надають власникам прав інтелектуальної власності додаткову можливість для врегулювання спорів у досудовому порядку .
Замість звертатися до суду у спорах щодо інтелектуальної власності, сторони можуть скористатися послугами Центру медіації при УКРНОІВІ. Цей підхід надає більше можливостей для самостійного визначення умов вирішення конфлікту, є гнучкішим за судовий процес та допомагає уникнути значних витрат часу та грошей, зберігаючи при цьому партнерські відносини. 
В межах роботи Центру передбачено процедуру проведення медіації в IP спорах та етапи, на яких можна використати медіацію .
Медіацію для вирішення спору можна використовувати на будь-якому етапі: до суду, під час розгляду справи або навіть після рішення суду. Крім того проведення медіації не зупиняє термін позовної давності . 
Завданням центру є вирішення спорів щодо інтелектуальної власності в Україні мирним шляхом. Він навчає медіаторів та співпрацює з міжнародними організаціями, зокрема EUIPO, щоб розвивати медіацію в цій сфері . 

## Міжнародна діяльність
Вивести міжнародне співробітництво на новий рівень — одне зі стратегічних завдань УКРНОІВІ. Цей напрям також включає захист інтересів України на міжнародній арені, зокрема у WIPO, активну співпрацю з європейськими інституціями, зокрема EUIPO (Офіс з інтелектуальної власності Європейського Союзу), EPO (Європейський патентний офіс), національними ІР відомствами.
У 2023 році був підписаний Меморандум про взаєморозуміння між Міністерством економіки України та Всесвітньою організацією інтелектуальної власності щодо співробітництва у сфері інтелектуальної власності.
УКРНОІВІ продовжує виконання функцій Міжнародного пошукового органу (МПО) та Органу міжнародної попередньої експертизи (ОМПЕ). Відповідні зміни до Угоди між Міністерством економіки України та Міжнародним бюро WIPO затверджені на 55-й сесії Асамблей Союзу Договору про патентну кооперацію (PCT) 10 липня 2023 року.
При цьому лише 25 офісів з інтелектуальної власності у світі отримали статус МПО/ОМПЕ, серед яких, окрім УКРНОІВІ, Європейський патентний офіс, Офіс США з патентів та торговельних марок, Японський патентний офіс тощо.
WIPO послідовно і активно підтримує Українську сферу інтелектуальної власності в умовах повномасштабного російського вторгнення.
14 березня 2022 року Україна набула повноправного членства в регіональній групі Центральної Європи та Балтії (CEBS) WIPO. До регіональної групи CEBS входять 19 країн (Албанія, Боснія і Герцеґовина, Болгарія, Грузія, Естонія, Латвія, Литва, Північна Македонія, Молдова, Польща, Румунія, Сербія, Словаччина, Словенія, Угорщина, Україна, Хорватія, Чехія та Чорногорія). Перемовини щодо вступу України в групу CEBS тривали з 2017 року.
Важливим кроком у підтримці України та визнанні збройної агресії російської федерації стало прийняття 20 липня 2022 року під час проведення 63-ї серії засідань Генеральних Асамблей держав-членів WIPO рішення про допомогу та підтримку інноваційного та креативного секторів та системи інтелектуальної власності. Таке ж рішення було ухвалене у липні 2023 року, під час 64-ї серії засідань Генасамблей WIPO.
Рішення про продовження надання допомоги та підтримки інноваційного та креативного секторів та системи інтелектуальної власності України ухвалено й у липні 2024 року, у межах 65-ї серії засідань Асамблей держав-членів WIPO.
З метою розвитку двостороннього співробітництва у 2023 році УКРНОІВІ підписав:
- Декларацію з офісами ІВ Польщі, Литви, Латвії та Естонії[28];
- Меморандум про взаєморозуміння та співпрацю з Офісом з інтелектуальної власності Європейського Союзу[29] (на виконання цього Меморандуму УКРНОІВІ та EUIPO (Офіс з інтелектуальної власності Європейського Союзу) підписали Робочий план на 2024 та 2025 роки[30]);
- Меморандум про Посилене технічне та стратегічне партнерство з Європейською патентною організацією[31].

У 2024 році УКРНОІВІ домовився про поглиблення співпраці з Агентством інтелектуальної власності Молдови. Крім того, у 2024 році відбувся офіційний запуск EU4IP, проєкту співпраці між EUIPO та національними офісами інтелектуальної власності — УКРНОІВІ, Sakpatenti (Грузія) та AGEPI (Молдова) — для зміцнення прав інтелектуальної власності у Грузії, Молдові та Україні за підтримки ЄС. Проєкт фінансується ЄС.